# Kwaczała
Kwaczała is een plaats in het Poolse district Chrzanowski, woiwodschap Klein-Polen. De plaats maakt deel uit van de gemeente Alwernia en telt 1857 inwoners.